# Cerapachys singaporensis
Cerapachys singaporensis är en myrart som först beskrevs av Hugo Viehmeyer 1916.  Cerapachys singaporensis ingår i släktet Cerapachys och familjen myror. Inga underarter finns listade i Catalogue of Life.